# Jive

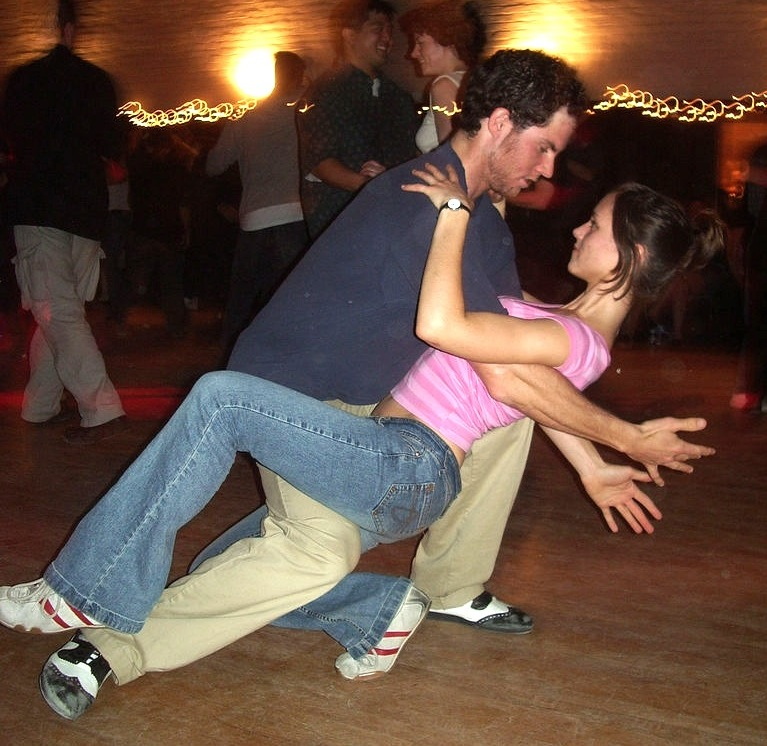
Jivedansare

Jive är en av tiodanserna och ingår i gruppen latinamerikansk dans. Den godkändes som tävlingsdans 1968.
Jiven har rötter i jitterbugg och började dansas av afroamerikaner i USA på 1930-talet. Den är en av de snabbaste pardanserna och känns lätt igen på det höga tempot. Dansen är fysiskt krävande, med höga knän och många sparkar.  
Jive dansades historiskt som sällskapsdans och blev populär tack vare sångare som bland andra Cab Calloway. Den moderna tävlingsdansen, som uppstod på 1990-talet är gladare och hoppigare än klassisk jive och dansas med djupa knäböj och gungande höfter.